# 新世有希乃
新世 有希乃（あらせ ゆきの）は日本の女性声優。主にアダルトゲームに声をあてている。

## 出演作品
太字は主役・メインキャラクター

### ゲーム

#### 2002年
- KISSx200 とある分校の話（南無礼 いぶき）
- こんな魔法少女… アタシはレミィ（真由美）

#### 2003年
- 感覚の鋭い牙（北条 香澄）

#### 2004年
- KISSx300 こんな世界（七瀬 一絵）

#### 2005年
- KISSx400 懐かしき日々の連続（五月雨 憩）

#### 2007年
- アンバランス 〜彼女の心は奪えない?（紫 瑠鵜子）
- ハラマセテ人妻（七飯 玖玲亜）

#### 2008年
- カラフルウィッシュ 〜12コのマジ★キュン!〜（エレーヌ）
- KISS×500 KISS権、発動（天津風 音香）
- 欲望の王国（君城 百合）[1]

#### 2009年
- KISS×600 管理人さんのポニーテール（奥乃手 真樹）

#### 2010年
- 鋼鉄の魔女アンネローゼ（アンネローゼ・ヴァジュラ）[2]
- se・きらら（志津野 雫）

#### 2011年
- KISS×700 KISS探偵（行川 哀羅）
- LILITH-IZM06 〜デジアニメ with リリー&リリア外伝〜（アンネローゼ・ヴァジュラ）[3]

#### 2012年
- 鋼殻のアイ〜潜在意識へのメス豚刻印〜（藤崎 愛）[4]